# Gorgone chermespilia
Gorgone chermespilia är en fjärilsart som beskrevs av Achille Guenée 1852. Gorgone chermespilia ingår i släktet Gorgone och familjen nattflyn. Inga underarter finns listade i Catalogue of Life.